# Гранитвілл (Каліфорнія)
Гранитвілл (англ. Graniteville) — переписна місцевість (CDP) в США, в окрузі Невада штату Каліфорнія. Населення — 1 особа (2020).

## Географія
Гранитвілл розташований за координатами 39°26′40″ пн. ш. 120°44′10″ зх. д. / 39.44444° пн. ш. 120.73611° зх. д. (39.444366, -120.736030).  За даними Бюро перепису населення США в 2010 році переписна місцевість мала площу 3,85 км², уся площа — суходіл.

## Демографія
Згідно з переписом 2010 року, у переписній місцевості мешкало 11 особа в 8 домогосподарствах у складі 2 родин. Густота населення становила 3 особи/км².  Було 36 помешкань (9/км²).
Расовий склад населення:
| - 100,0 % — білих |

До двох чи більше рас належало 0,0 %. Частка іспаномовних становила 0,0 % від усіх жителів.
За віковим діапазоном населення розподілялося таким чином: 0,0 % — особи молодші 18 років, 27,3 % — особи у віці 18—64 років, 72,7 % — особи у віці 65 років та старші. Медіана віку мешканця становила 78,3 року. На 100 осіб жіночої статі у переписній місцевості припадало 266,7 чоловіків;  на 100 жінок у віці від 18 років та старших — 266,7 чоловіків також старших 18 років.
Цивільне працевлаштоване населення становило 0 осіб. 